# Белгийски трипъл ейл
Белгийски трипъл ейл (на английски: Belgian Tripel Ale) е силен светъл белгийски ейл, подвид на стила „белгийски силен ейл“.

## История
Tripel (троен ейл) е термин, използван от трапистките и абатски пивоварни, за да обозначат своите най-силни бири. Този стил е разработен през 1930 г. в белгийското абатство Вестмале. Пивоварната пуска на пазара първия си tripel под името Superbier през 1934 г.
През 1956 г. рецептата е модифицирана от брат Томас, главен пивовар на Вестмале, чрез добавянето на повече хмел, и бирата приема името Tripel, като остава по същество непроменена до наши дни.
Tripel бързо става популярен стил и се разпространява в САЩ и други страни, и се прилага от редица светски пивоварни (напр. Bosteels и St.Bernardus), произвеждащи силни светли бири в стила на Westmalle Tripel.

## Характеристика
Tripel е силен светъл ейл, отличаващ се със сладост и богат малцов вкус. Този ейл наподобява силният златист ейл, но е малко по-тъмен и с по-пълен вкус.
Светлият цвят се дължи на използването на пилзнер малц и до 20 % бяла течна захар канди (или захароза). Обикновено се използва благороден хмел или хмел от сорта Styrian Goldings, както и белгийски щамове дрожди.
Цветът е тъмножълт до тъмнозлатист. Има добра прозрачност, образува трайна и голяма кремовидна пяна. Във вкуса и аромата доминира комбинацията от малц, подправки, плодове и алкохол, с нотки на цитрусови плодове и карамфил. Горчивината е от средна до висока, с умерено горчив послевкус.
Алкохолно съдържание: 7,5 – 10 %.

## Марки трипъл ейл
Типични търговски марки са: Westmalle Tripel, Chimay Cinq Cents (бяло), Val-Dieu Triple, St. Bernardus Tripel, Affligem Tripel, Grimbergen Tripel, La Trappe Tripel, Witkap Pater Tripel, Corsendonk Abbey Pale Ale, St. Feuillien Tripel, New Belgium Trippel, Unibroue La Fin du Monde, Brooklyn Triple, Dragonmead Final Absolution .